# Шані Муту
Шані Муту (англ. Shani Mootoo; нар. 1957, Дублін) — канадська художниця, письменниця і фотограф тринідадського походження.

## Біографія
Народилася та виросла в Тринідаді. З раннього дитинства у Муту був талант до малювання, живопису та письма, і вже у десятирічному віці вона виявила бажання стати художницею. Її ранні зусилля підтримувала мати Індра (уроджена Самару). Батько Муту, Рамеш Муту, був лікарем і тринідадський політиком.
Велика частина особистого та літературного життя Шані Муту була зосереджена на політичній активності. У 19 років дівчина переїхала до Ванкувера. Здобула ступінь бакалавра в Університеті Західного Онтаріо (1980). Виступала запрошеною письменницею в Альбертському університеті, Гвельфському університеті, Університеті Вест-Індії. У 1994 — 1999 роках проживала в Нью-Йорку. Здобула ступінь магістра у Гвельфському університеті (2010).
Її перше літературне видання — «Out on Main Street», збірка коротких оповідань, було опубліковане в 1993 році компанією Press Gang. Перший повнометражний роман — «Cereus Blooms at Night», виданий Press Gang в 1996 році, був включений до списку номінантів на премію Scotia Bank Giller в 1997 році та на премію за художню літературу Етель Вілсон. Цей роман був опублікований у 15 країнах.
Мультимедійні роботи Шані Муту демонструвалися в Порт-оф-Спейні, Нью-Йорку, Венеції, Ванкувері.
Проживає в Торонто, викладає літературну майстерність у Торонтському університеті.

## Книги
- Out on Main Street & other stories (1993, новели)
- Цереус розквітає вночі / Cereus Blooms at Night (1996, роман; короткий список Ethel Wilson Fiction Prize[en], короткий список премії Ґіллер[en], довгий список Букерівської премії; гол. пер. 1998 ісп., норв., нім. пер. 1999, фр. пер. 2001, пер. на іврит 2003)
- The Predicament of Or (2001, вірші)
- He Drown She in the Sea (2005, роман; довгий список Дублінської літературної премії; швед. пер. 2006)
- Valmiki's Daughter (2009, роман; довгий список премії Ґіллер)

## Визнання
Її творчість було визнано на міжнародному рівні. Романи Муту перекладені багатьма мовами. У 2008 році в університеті Вест-Індії пройшов симпозіум на тему: «Проза Шані Муту в контексті карибської жіночої літератури».